# خشنة مشرقية
الخشنة المشرقية (باللاتينية: Asperula orientalis) نوع نباتي ينتمي إلى جنس الخشنة من الفصيلة الفوية.

## البيئة والانتشار
موطن هذا النوع بلاد الشام وتركيا وجورجيا.

## مرادفات للاسم العلمي[2]
- (باللاتينية: Asperula arvensis subsp. orientalis (Boiss. & Hohen.) J.Thiébaut 		)
- (باللاتينية: Asperula azurea Jaub. & Spach)
- (باللاتينية: Asperula azurea var. setosa Regel)
- (باللاتينية: Galium azureum (Jaub. & Spach) E.H.L.Krause)